# Bârgăuani
Bârgăuani est une commune roumaine du județ de Neamț, dans la région historique de Moldavie et dans la région de développement du Nord-Est.

## Géographie
La commune de Bârgăuani est située dans le centre du județ, sur le plateau moldave, à 25 km à l'ouest de Roman et à 25 km de Piatra Neamț, le chef-lieu du județ.
La municipalité est composée des treize villages suivants (population en 1992) :
- Bahna Mare (11) ;
- Baratca ;
- Bălănești (564) ;
- Bârgăuani (1 357), siège de la municipalité ;
- Breaza ;
- Certieni (185) ;
- Chilia ;
- Dârloaia ;
- Ghelăiești (167) ;
- Hârtop (276) ;
- Homiceni (117) ;
- Talpa (330) ;
- Vlădiceni (463).

## Politique
| Période                                  | Période  | Identité        | Étiquette | Qualité |
| ---------------------------------------- | -------- | --------------- | --------- | ------- |
| Les données manquantes sont à compléter. |          |                 |           |         |
|                                          | En cours | Petrică Șchiopu | PSD       |         |

| Parti | Parti                                                 | Sièges |
| ----- | ----------------------------------------------------- | ------ |
|       | Parti social-démocrate (PSD)                          | 8      |
|       | Parti national libéral (PNL)                          | 2      |
|       | Alliance des libéraux et démocrates (ALDE)            | 2      |
|       | Union nationale pour le progrès de la Roumanie (UNPR) | 1      |

## Religions
En 2002, la composition religieuse de la commune était la suivante :
- Chrétiens orthodoxes, 62,84 % ;
- Catholiques romains, 36,89 %.

## Démographie
En 2002, la commune compte 4 239 Roumains soit la totalité de la population. On comptait à cette date 1 512 ménages et 1 284 logements.
| 1992  | 2002  | 2007  |
| ----- | ----- | ----- |
| 4 438 | 4 239 | 4 097 |

## Économie
L'économie de la commune repose sur l'agriculture et l'élevage.

## Communications

### Routes
La commune est traversée par la route nationale DN15D qui relie Piatra Neamț et Roman.

## Lieux et monuments
- Bălănești, église orthodoxe de l'Assomption de la Vierge (Adormirea Maicii Domnului), datant de 1783.